# Championnat de Turquie de football 2018-2019
Navigation
SüperLig 2017-2018 SüperLig 2019-2020
La saison 2018-2019 de Spor Toto Süper Lig est la soixante et unième édition du championnat de Turquie. Le championnat oppose dix-huit clubs turcs en une série de trente-quatre rencontres, au sein d'une poule unique où ils s'affrontent deux fois, à domicile et à l'extérieur. En fin de saison, les trois derniers du classement sont relégués et remplacés par les trois meilleurs clubs de deuxième division.
La saison 2018-2019 a été nommée Spor Toto Süper Lig Lefter Küçükandonyadis Sezonu d'après le joueur Lefter Küçükandonyadis, ancienne légende du football turc.
Les quatre premières places de ce championnat sont qualificatives pour les compétitions européennes que sont la Ligue des champions et la Ligue Europa. Une cinquième place est attribuée au vainqueur de la coupe nationale.

## Participants
| \| Istanbul Başakşehir Galatasaray Beşiktaş Trabzonspor Yeni Malatyaspor Konyaspor Antalyaspor Çaykur Rizespor Sivasspor Kasımpaşa Alanyaspor Kayserispor Fenerbahçe MKE Ankaragücü Bursaspor Göztepe BB Erzurumspor Akhisar Belediyespor \| Localisation des clubs engagés dans le championnat. |
| Istanbul Başakşehir Galatasaray Beşiktaş Trabzonspor Yeni Malatyaspor Konyaspor Antalyaspor Çaykur Rizespor Sivasspor Kasımpaşa Alanyaspor Kayserispor Fenerbahçe MKE Ankaragücü Bursaspor Göztepe BB Erzurumspor Akhisar Belediyespor                                                           |

Légende des couleurs
- Phase de groupes de la Ligue des champions 2018-2019
- Troisième tour de qualification de la Ligue des champions 2018-2019
- Phase de groupes de la Ligue Europa 2018-2019
- Troisième tour de qualification de la Ligue Europa 2018-2019
- Deuxième tour de qualification de la Ligue Europa 2018-2019
- Promu de 1.Lig 2017-2018

| Club                            | Dernière montée | Classement 2017-2018 | Entraîneur        | Depuis | Stade                              | Capacité théorique |
| ------------------------------- | --------------- | -------------------- | ----------------- | ------ | ---------------------------------- | ------------------ |
| Galatasaray SK                  | 1959            | 1er                  | Fatih Terim       | 2017   | Türk Telekom Arena                 | 52 562             |
| Fenerbahçe SK                   | 1959            | 2e                   | Phillip Cocu      | 2017   | Ülker Arena                        | 50 509             |
| Istanbul Başakşehir             | 2014            | 3e                   | Abdullah Avcı     | 2014   | Stade Başakşehir Fatih Terim       | 17 801             |
| Beşiktaş JK                     | 1959            | 4e                   | Şenol Güneş       | 2015   | Vodafone Park                      | 41 903             |
| Trabzonspor                     | 1974            | 5e                   | Ünal Karaman      | 2018   | Medical Park Stadyumu              | 41 461             |
| Göztepe SK                      | 2017            | 6e                   | Bayram Bektaş     | 2018   | Bornova Stadyumu                   | 6 041              |
| Sivasspor                       | 2017            | 7e                   | Tamer Tuna        | 2018   | Stade du 4-Septembre de Sivas      | 27 532             |
| Kasımpaşa SK                    | 2012            | 8e                   | Kemal Özdes       | 2016   | Stade Recep-Tayyip-Erdoğan         | 14 234             |
| Kayserispor                     | 2015            | 9e                   | Ertuğrul Sağlam   | 2017   | Stade Kadir-Has                    | 32 864             |
| Yeni Malatyaspor                | 2017            | 10e                  | Erol Bulut        | 2017   | Malatya İnönü Stadium              | 13 000             |
| Akhisar Belediyespor            | 2012            | 11e                  | Safet Sušić       | 2018   | Stade du 19-Mai de Manisa          | 16 597             |
| Alanyaspor                      | 2016            | 12e                  | Mesut Bakkal      | 2018   | Alanya Oba Stadı                   | 10 842             |
| Bursaspor                       | 2006            | 13e                  | Samet Aybaba      | 2018   | Timsah Arena                       | 43 877             |
| Antalyaspor                     | 2015            | 14e                  | Bülent Korkmaz    | 2018   | Antalya Stadyumu                   | 32 539             |
| Konyaspor                       | 2013            | 15e                  | Rıza Çalımbay     | 2018   | Konya Büyükşehir Belediye Stadyumu | 41 981             |
| Çaykur Rizespor                 | 2018            | 1er D2               | İbrahim Üzülmez   | 2017   | Yeni Rize Şehir                    | 15 332             |
| MKE Ankaragücü                  | 2018            | 2e D2                | İsmail Kartal     | 2017   | Stade Eryaman                      | 22 000             |
| Büyükşehir Belediye Erzurumspor | 2018            | 5e D2                | Mehmet Altıparmak | 2018   | Kazım Karabekir                    | 23 700             |

## Classement et résultats

### Classement
| Rang | Équipe                            | Pts | J  | G  | N  | P  | Bp | Bc | Diff |
| ---- | --------------------------------- | --- | -- | -- | -- | -- | -- | -- | ---- |
| 1    | Galatasaray SK T C                | 69  | 34 | 20 | 9  | 5  | 72 | 36 | +36  |
| 2    | Istanbul Başakşehir               | 67  | 34 | 19 | 10 | 5  | 49 | 22 | +27  |
| 3    | Beşiktaş JK                       | 65  | 34 | 19 | 8  | 7  | 72 | 46 | +26  |
| 4    | Trabzonspor                       | 63  | 34 | 18 | 9  | 7  | 64 | 46 | +18  |
| 5    | Yeni Malatyaspor                  | 47  | 34 | 13 | 8  | 13 | 47 | 46 | +1   |
| 6    | Fenerbahçe SK                     | 46  | 34 | 11 | 13 | 10 | 44 | 44 | 0    |
| 7    | Antalyaspor                       | 45  | 34 | 13 | 6  | 15 | 39 | 55 | -16  |
| 8    | Konyaspor                         | 44  | 34 | 9  | 17 | 8  | 40 | 38 | +2   |
| 9    | Alanyaspor                        | 44  | 34 | 12 | 8  | 14 | 37 | 43 | -6   |
| 10   | Kayserispor                       | 41  | 34 | 10 | 11 | 13 | 36 | 51 | -15  |
| 11   | Çaykur RizesporP                  | 41  | 34 | 9  | 14 | 11 | 48 | 50 | -2   |
| 12   | Sivasspor                         | 41  | 34 | 10 | 11 | 13 | 49 | 54 | -5   |
| 13   | MKE Ankaragücü Spor Kulübü P      | 40  | 34 | 11 | 7  | 16 | 38 | 53 | -15  |
| 14   | Kasımpaşa SK                      | 39  | 34 | 11 | 6  | 17 | 53 | 62 | -9   |
| 15   | Göztepe SK                        | 38  | 34 | 11 | 5  | 18 | 37 | 41 | -4   |
| 16   | Bursaspor                         | 37  | 34 | 7  | 16 | 11 | 28 | 37 | -9   |
| 17   | Büyükşehir Belediye Erzurumspor P | 35  | 34 | 8  | 11 | 15 | 36 | 43 | -7   |
| 18   | Akhisar Belediyespor S            | 27  | 34 | 6  | 9  | 19 | 33 | 54 | -21  |

Qualifications européennes
Ligue des champions 2019-2020
- 1er : phase de groupes
- 2e : troisième tour de qualification

Ligue Europa 2019-2020
- 3e ou C : phase de groupes
- 4e : troisième tour de qualification
- 5e : deuxième tour de qualification

Relégation en 1. Lig 2019-2020
- 16e, 17e et 18e : relégation

Abréviations
- T : Tenant du titre
- C : Vainqueur de la Coupe de Turquie 2019
- S : Vainqueur de la Supercoupe de Turquie 2018
- P : Promus de 1. Lig 2017-2018

## Statistiques

### Meilleurs buteurs
|              | Buteurs              | Clubs                 | Buts Note 1 | Pen. Note 1 | B/m Note 2 |
| ------------ | -------------------- | --------------------- | ----------- | ----------- | ---------- |
| 1            | Mbaye Diagne         | Kasımpaşa Galatasaray | 30          | 12          | 1,03       |
| 2            | Vedat Muriqi         | Çaykur Rizespor       | 17          | 3           | 0,50       |
| 3            | Papiss Cissé         | Alanyaspor            | 16          | 0           | 0,62       |
| Burak Yılmaz | Trabzonspor Beşiktaş | 16                    | 4           | 0,73        |            |
| 5            | Hugo Rodallega       | Trabzonspor           | 15          | 2           | 0,45       |
| 6            | Henry Onyekuru       | Galatasaray           | 14          | 0           | 0,45       |
| 7            | Edin Višća           | Başakşehir            | 13          | 2           | 0,38       |
| 8            | Robinho              | Sivasspor Başakşehir  | 12          | 1           | 0,36       |
| 8            | Mevlüt Erdinç        | Antalyaspor           | 12          | 0           | 0,50       |
| 10           | Anthony Nwakaeme     | Trabzonspor           | 10          | 0           | 0,37       |
| 10           | Danijel Aleksić      | Malatyaspor           | 10          | 1           | 0,31       |
| 10           | Arouna Koné          | Sivasspor             | 10          | 2           | 0,38       |
| 10           | Souleymane Doukara   | Antalyaspor           | 10          | 3           | 0,38       |

| Source : Classement des meilleurs buteurs sur Soccerway 1 : Nombre de buts inscrits (+) avec nombre de pénaltys (-) 2 : Ratio de buts par match |

## Bilan de la saison
| Championnat de Turquie de football 2018-2019                        |                                                |
| Champion                                                            | Galatasaray SK (22e titre)                     |
| Coupes et trophées                                                  |                                                |
| Vainqueur de la Coupe de Turquie 2018-2019                          | Galatasaray SK                                 |
| Qualifications continentales                                        |                                                |
| Ligue des champions de l'UEFA 2019-2020                             | Galatasaray SK (phase de groupes)              |
| Ligue des champions de l'UEFA 2019-2020                             | Istanbul Başakşehir (3e tour de qualification) |
| Ligue Europa 2019-2020                                              | Beşiktaş JK (phase de groupes)                 |
| Ligue Europa 2019-2020                                              | Trabzonspor (3e tour de qualification)         |
| Ligue Europa 2019-2020                                              | Yeni Malatyaspor (2e tour de qualification)    |
| Promotions et relégations                                           |                                                |
| Promus en Championnat de Turquie de football                        | Denizlispor                                    |
| Promus en Championnat de Turquie de football                        | Gençlerbirliği SK                              |
| Promus en Championnat de Turquie de football                        | Gazişehir Gaziantep FK                         |
| Relégués en Championnat de Turquie de football de deuxième division | Akhisarspor                                    |
| Relégués en Championnat de Turquie de football de deuxième division | BB Erzurumspor                                 |
| Relégués en Championnat de Turquie de football de deuxième division | Bursaspor                                      |